# 浙江铁路学校
浙江铁路学校，又名浙江铁路学堂，是浙江最早的一批实业学校，由浙路公司总理汤寿潜创办于1906年，当时校址在杭州谢麻子巷，1910年改名浙江高等工业学堂。按浙大工学院沿革，可能为浙江大学工学院前身之一。铁路学校在当时浙江工校中最具规模，有学生200多人，分建筑、机械两科，正科生三年毕业，速成生一年半毕业。